# Per Anders Stenkula
Per Anders Stenkula, född 17 november 1777 i S:t Laurentii församling, Östergötlands län, död 27 februari 1838 i Ringarums församling, Östergötlands län, var en svensk präst.

## Biografi
Per Anders Stenkula föddes 1777 i S:t Laurentii församling, Söderköping. Han var son till fabrikören Per Stenkula och Christina Elisabeth Hargelius. Stenkula blev 1787 student vid Uppsala universitet och studerade sedan i Linköping, för att våtertminen 1794 bli student vid Lunds universitet. Han avlade magisterexamen där 23 juni 1796 och prästvigdes 27 oktober 1802 till huspredikant på Förråd i Östra Skrukeby församling. Stenkula blev 10 december slottspredikant på Linköpings slott och var även från 1 januari 1803 hospitalspredikant i Linköpings församling, tillträdde båda befattningarna 1803. Han avlade pastoralexamen 3 augusti 1811 och kallades 12 december 1812 att göra prov på kyrkoherdebefattningen i Norrköpings Hedvigs församling, samt 3 juli 1813. Men han fick inte tjänsten utan blev kyrkoherde i Ringarums församling, 13 juli 1814, tillträdde 1816. Den 4 augusti 1826 blev han prost. Stenkula höll tal på Bibelsällskapets högtidsdag 1831. Han avled 1838 i Ringarums församling.

### Familj
Stenkula gifte sig 1 september 1799 med Helena Maria Giert (1774–1845). Hon var dottar av Martin P:son Giertz och Märta Maria Möller. De fick tillsammans barnen kyrkoherden Anders Martin Wilhelm Stenkula i Ringarums församling, Per Gustaf Rogatius Stenkula (1801–1804), fältläkaren Zacharias Fredrik Agathon Stenkula (1803–1867) i Helsingborg, Maria Elisabeth Sophia Stenkula (1807–1875) och Helena Beata Fredrica Stenkula (född 1809).

### Översättningar
- 1803 – René eller Passionernas verkningar (skriven av François-René de Chateaubriand), Linköping.[10]

- 1803 – Fröken de Clermont (skriven av Félicité de Genlis), Linköping.[11]

- 1806 – Grefven af Cork den store; eller Förförelsen utan list af m:me de Genlis (skriven av Félicité de Genlis), Linköping.[12]

- 1807 – Jean François Marmontels lefverne, /Frankrikes historiograf; ständig sekreterare vid franska akademin/ antecknadt till dess barns upplysning (skriven av Jean-François Marmontel), del 1, Linköping.[13]

- 1808 – Jean François Marmontels lefverne, /Frankrikes historiograf; ständig sekreterare vid franska akademin/ antecknadt till dess barns upplysning (skriven av Jean-François Marmontel), del 2, Linköping.[14]